# Chrysomphalus nulliporus
Chrysomphalus nulliporus är en insektsart som beskrevs av Mckenzie 1939. Chrysomphalus nulliporus ingår i släktet Chrysomphalus och familjen pansarsköldlöss.
Artens utbredningsområde är Filippinerna. Inga underarter finns listade i Catalogue of Life.